# Zühtü Hilmi Velibeşe
Zühtü Hilmi Velibeşe (* 1890 in Izmir; † 11. September 1961 in Istanbul) war ein türkischer Politiker der Demokrat Parti (DP).

## Leben
Zühtü Hilmi Velibeşe absolvierte ein Studium an der Juristischen Schule in Thessaloniki und war danach als Rechtsanwalt tätig. Am 22. Mai 1950 wurde er als Kandidat der Demokrat Parti (DP) Mitglied der Großen Nationalversammlung (Türkiye Büyük Millet Meclisi) und vertrat in der neunten Legislaturperiode Izmir sowie in der darauf folgenden zehnten Legislaturperiode vom 14. Mai 1954 bis 12. September 1957 die Interessen von Isparta.
Nach seiner ersten Wahl wurde Velibeşe am 22. Mai 1950 Minister für Wirtschaft und Handel (Ekonomi ve Ticaret Bakanı) im ersten Kabinett Menderes und bekleidete dieses Amt bis zum 9. März 1951.
Er war verheiratet und Vater zweier Kinder.